# Juliusz Janicki

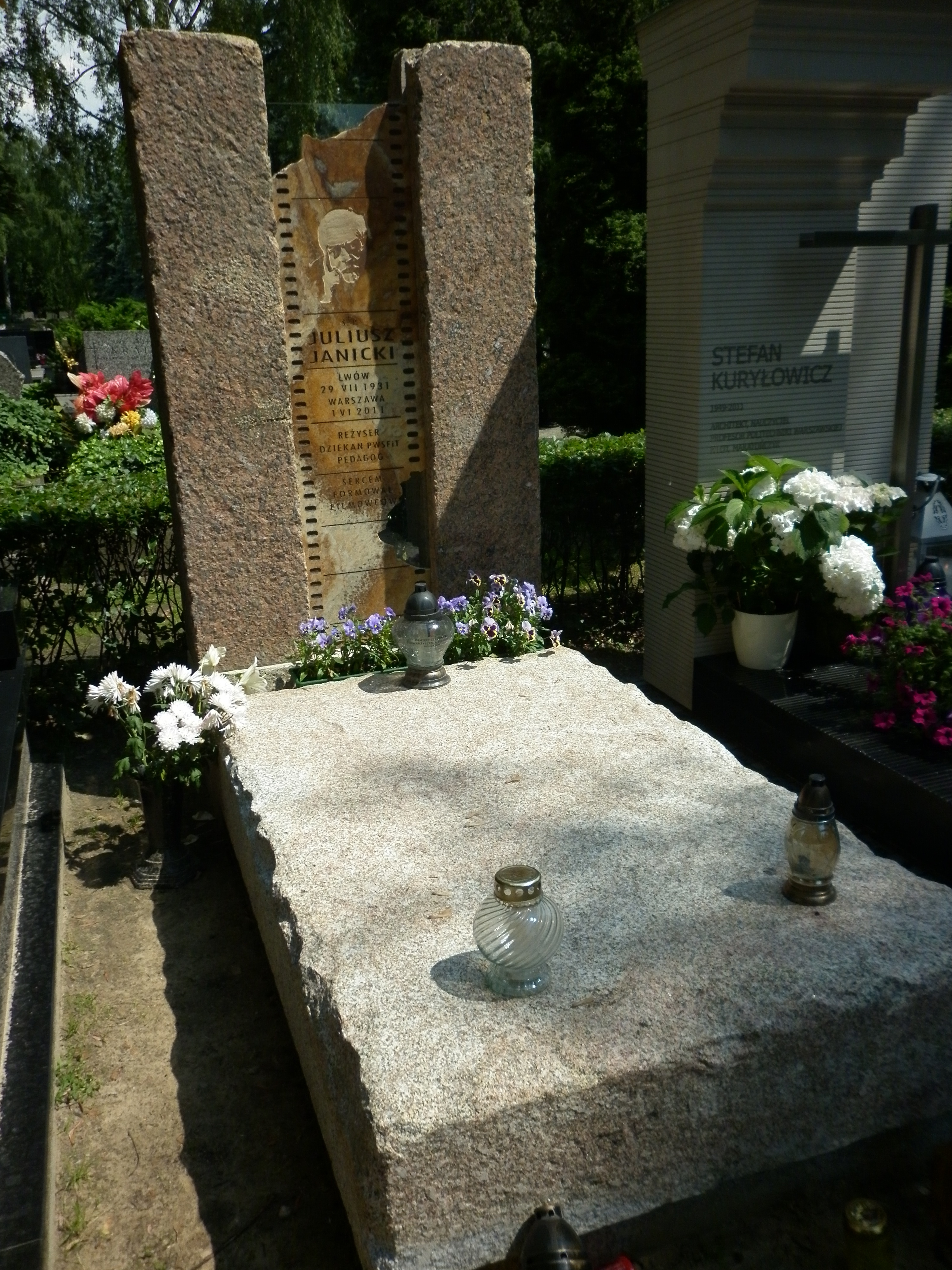
Grób Juliusza Janickiego na warszawskim Cmentarzu Komunalnym d. Wojskowym na Powązkach

Juliusz Janicki (ur. 29 sierpnia 1931 we Lwowie, zm. 2 czerwca 2011 w Warszawie) – polski reżyser filmów fabularnych i dokumentalnych, aktor i scenarzysta. Wieloletni wykładowca i dziekan na Wydziale Reżyserii łódzkiej PWSFTviT.

## Życiorys
Urodził się 29 sierpnia 1931 we Lwowie. Był absolwentem Wydziału Budownictwa Lądowego Politechniki Krakowskiej. Ukończył te studia w 1952. Pracę zawodową rozpoczął w biurze projektowym oraz jako nauczyciel w szkolnictwie zawodowym. Następnie podjął studia na Wydziale Reżyserii w PWSFTviT w Łodzi, które ukończył w 1970. Dyplom otrzymał jednak dopiero w 1979. W kolejnych latach związał się ze swoją uczelnią macierzystą. W latach 1996–2002 był dziekanem Wydziału Reżyserii Filmowej i Telewizyjnej w Łodzi. W swojej karierze reżyserował filmy dokumentalne i fabularne, a także sztuki teatralne i telewizyjne. Występował też jako aktor i pisał scenariusze. Jego pracę doceniono, przyznając mu wiele nagród. Zmarł w Warszawie 2 czerwca 2011. Został pochowany w Alei Zasłużonych na Cmentarzu Wojskowym na Powązkach (kwatera A29-tuje-5).

## Odznaczenia i nagrody
- Nagroda Departamentu Plastyki MKiS, Zakopane (Przegląd Filmów o Sztuce) – 1973, za film Antonio Gaudi[3]
- Srebrna Fregata, Szczecin (Festiwal Filmów Morskich) – 1976, za film Sołdek[3]
- Nagroda jury katolickiego OCIC, Gijon (MFF dla dzieci) – 1981, za film Przed maturą[3]
- Wyróżnienie w kategorii filmu fabularnego, Syrenka Warszawska (nagroda Klubu Krytyki Filmowej SDP) w kategorii filmu fabularnego – 1984, za film Nie było słońca tej wiosny[3]

## Filmografia

### Jako reżyser
- 1968: Gablota – etiuda szkolna
- 1968: Wernisaż – etiuda szkolna
- 1972: Spacer po Madrycie
- 1972: Antonio Gaudi
- 1973: Zeszyt szczęścia
- 1974: Prawdopodobieństwo geometryczne
- 1975: Sołdek
- 1976: Zmiany stanów skupienia materii
- 1977: Właśnie o miłości. Wstęp – film fabularny-krótkometrażowy
- 1977: Właśnie o miłości. Epilog – film fabularny-krótkometrażowy
- 1977: Inżynier Kościuszko
- 1977: Dla ludzi i ziemi
- 1977: Kurs na złote piaski
- 1978: Spacerkiem po Turynie
- 1978: Właśnie o miłości – film fabularny
- 1979: Słodkie oczy – film fabularny (telewizyjny)
- 1979: Na stacji
- 1980: Przed maturą – film fabularny (telewizyjny)
- 1980: Każdemu co mu się należy od Mafii – spektakl telewizyjny
- 1983: Nie było słońca tej wiosny – film fabularny
- 1986: Mgiełka – spektakl telewizyjny
- 1988: Pomiędzy wilki – film fabularny (telewizyjny)
- 1989: Wiatraki z Ranley – film fabularny (telewizyjny)
- 1997: Włóczęgą przez życie

### Jako aktor
- 1969: Ludzie z piwnicy
- 1970: Argentyna
- 1971: Gdzieś pewnego dnia
- 1972: A jednak żal...
- 1979: Córka albo syn (Juliusz, przyjaciel Piotra)
- 1979: Słodkie oczy (prowadzący kurs)
- 2004: Łódź płynie dalej (klient baru)

### Jako scenarzysta
- 1972: Spacer po Madrycie
- 1972: Antonio Gaudi
- 1977: Dla ludzi i ziemi
- 1978: Właśnie o miłości
- 1983: Nie było słońca tej wiosny
- 1986: Mgiełka
- 1988: Pomiędzy wilki